# Lew Pollack
Lew Pollack (* 16. Juni 1895; † 18. Januar 1946 in Los Angeles) war ein Song-Komponist und Liedtexter, der in den 1920er- und 1930er-Jahren aktiv war.
Pollack, der aus New York stammte, schrieb 1914 den Rag That’s a Plenty, der zu einem Dixieland-Standard wurde. Ab Anfang der 1920er-Jahre schrieb er zahlreiche Songs; zu seinen bekanntesten Liedern zählen Charmaine (1926), Diane (beide mit Ernö Rapée), Miss Annabelle Lee (mit Sidney Clare), Two Cigarettes in the Dark, At the Codfish Ball (aus dem Shirley Temple Film Captain January 1936), Reap the Wild Wind (mit Ned Washington) und Go In and Out the Window. Er arbeitete u. a. auch mit Paul Francis Webster, Sidney Clare, Ned Washington, Alex Sullivan und Jack Yellen („My Yiddishe Momme“). Seine Songs wurden u. a. von Sophie Tucker, Arthur Fields, The Original Memphis Five, dem Paul Whiteman Orchestra, Fred Waring, Ted Weems und dem McKinney’s Cotton Pickers gespielt.
Zu seinen Arbeiten für den Film gehörte die Musik für die Filme Vier Teufel und The Man Who Laughs (1928); mit Sidney D. Mitchell schrieb er die Musik für den Revuefilm Hoheit flirtet (Thin Ice, 1937). Der Song „Silver Shadows and Golden Dreams“, den er mit Charles Newman für den Film Belita tanzt (Lady, Let’s Dance, 1944) geschrieben hatte, erhielt 1945 eine Oscar-Nominierung in der Kategorie Bester Song. Für den Musicalfilm Music in Manhattan (1944) arbeitete er mit Herb Magidson zusammen.
Lew Pollack wurde 1970 in die amerikanische Songwriters Hall of Fame gewählt.